# Hoa hậu Quốc tế 2001
Hoa hậu Quốc tế 2001, là cuộc thi lần thứ 41, người chiến thắng là Małgorzata Rożniecka of Poland. Đêm chung kết được tổ chức vào ngày 5 tháng 10 2001 tại Nakano Sun Plaza thuộc thủ đô Tokyo của Nhật Bản. 52 thí sinh đại diện cho các quốc gia và vùng lãnh thổ tham gia cuộc thi năm nay. Hoa hậu Quốc tế 2000, Vivian Urdaneta đến từ Venezuela đã trao lại vương miện cho người kế nhiệm, cô Małgorzata Rożniecka đến từ Ba Lan vào cuối đêm chung kết.

## Kết quả

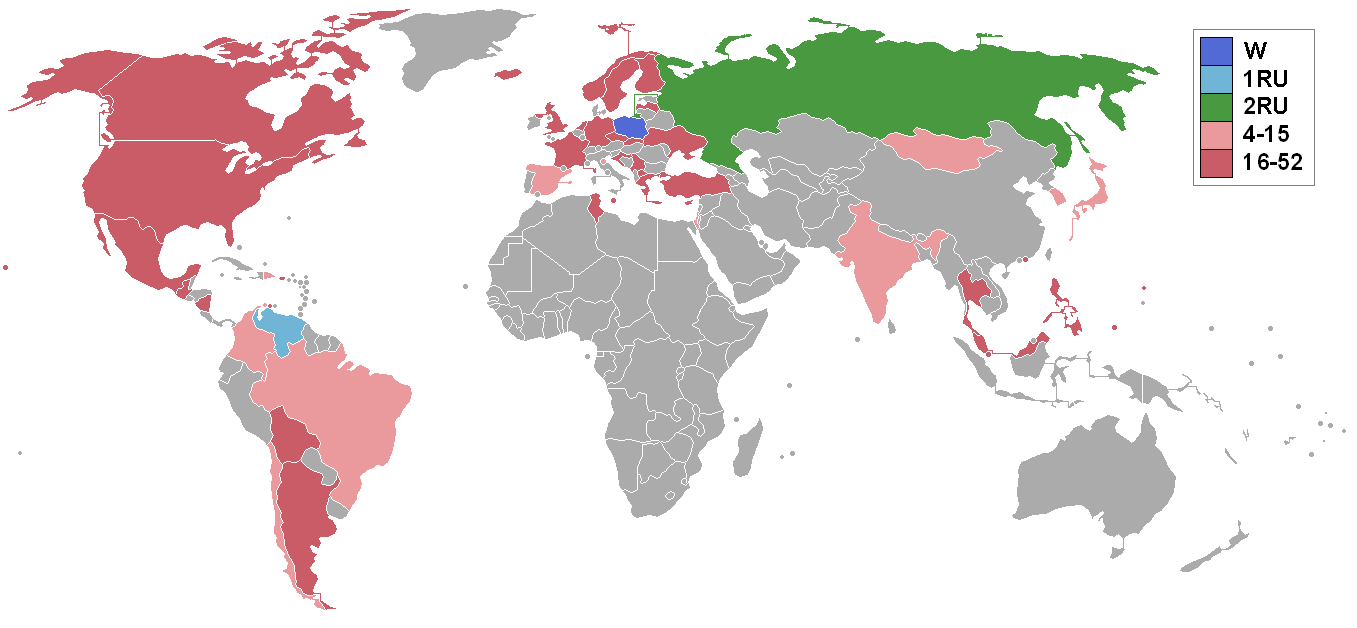
Các quốc gia và vùng lãnh thổ tham gia Hoa hậu Quốc tế 2001 và kết quả.

### Thứ hạng
| Các danh hiệu cao nhất | Thí sinh |
| ---------------------- | --- |
| Hoa hậu Quốc tế 2001   | - Ba Lan – Małgorzata Rożniecka |
| Á hậu 1                | - Venezuela – Aura Zambrano |
| Á hậu 2                | - Nga – Tatiana Pavlova |
| Top 15                 | - Aruba – Daphne Croes - Brazil – Fernanda Borja - Chile – Paula Orchard - Colombia – Rocío Stevenson - Cộng hòa Dominica – Bélgica Cury - Ấn Độ – Kanwal Toor - Israel – Dikla Elkabetz - Nhật Bản – Hanako Suzuki - Hàn Quốc – Baek Myoung-hee - Mông Cổ – Sansarmaa Luvsandoo - San Marino – Marzia Bellesso - Tây Ban Nha – Ayola Molina |

### Các giải thưởng phụ
| Giải thưởng                 | Thí sinh                              |
| --------------------------- | ------------------------------------- |
| Trang phục dân tộc đẹp nhất | - Hàn Quốc – Myoung-hee Baek          |
| Hoa hậu ảnh                 | - Israel – Dikla Elkabetz             |
| Hoa hậu thân thiện          | - Na Uy – Siv Therese Hegerland Havik |

## Thí sinh
| - Argentina – Maria Victoria Branda - Aruba – Daphne Dione Croes - Bolivia – Joan Quiroga - Brazil – Fernanda Tinti Borja Pinto - Anh Quốc – Michelle Watson - Canada – Shauna Olechow - Chile – Paula Orchard - Colombia – María Rocio Stevenson Covo - Croatia – Martina Poljak - Curaçao – Venessa Maria van Arendonk - Síp – Maria Alecou Hadzivassiliou - Cộng hòa Séc – Andrea Vranová - Cộng hòa Dominica – Belgica Judith Cury de Lara - Phần Lan – Hanna Mirjama Pajuniemi - Pháp – Nawal Benhlal - Đức – Anna Ziemski - Hy Lạp – Fotini Kokari - Guatemala – Rosa Maria Castañeda Aldana - Hawaii – Yoon Hee Jenny Lee - Hà Lan – Caroliene Heyboer - Hồng Kông – Chu Khải Đình - Iceland – Iris Dögg Orsdottir - Ấn Độ – Kanwal Toor - Israel – Dikla Elkabetz - Nhật Bản – Hanako Suzuki - Hàn Quốc – Baek Myoung-hee | - Latvia – Laura Viskna - Macedonia – Dragana Klopcevska - Malaysia – Felina Cheah Teck Yoong - Malta – Ruth Spiteri - Mexico – Irma Mariana Rios Franco - Mông Cổ – Sansarmaa Tsedevsuren Luvsandoo - Nicaragua - Renee Fabiola Davila - Quần đảo Bắc Mariana - Rowina Taimanao Ogo - Na Uy – Siv Therese Hegerland Haavik - Palau – Indira Isikl Kazuma - Philippines – Maricarl Canlas Tolosa - Ba Lan – Małgorzata Rożniecka - Puerto Rico - Lorena Otero Perez - Nga – Tatiana Pavlova - San Marino – Marzia Bellesso - Singapore – Juley Binte Abdullah - Slovakia – Barbara Pappová - Tây Ban Nha – Ayola Molina Carrasco - Thụy Điển – Sara Nicole Cameron - Thái Lan – Kanithakan Saengprachaksakula - Tunisia – Leila Oualha - Thổ Nhĩ Kỳ – Ece Incedursun - Ukraine – Nataliya Ivanovna Bakulina - Hoa Kỳ – Eleana Thompson - Venezuela – Aura Zambrano - Nam Tư – Iva Gordana Milivojevic |

## Chú ý

### Lần đầu tham gia
- Mông Cổ

### Trở lại
| - Lần cuối tham gia vào năm 1988: - Nam Tư - Lần cuối tham gia vào năm 1996: - Chile - Lần cuối tham gia vào năm 1998: - Hà Lan | - Lần cuối tham gia vào năm 1999: - Anh Quốc - Cộng hòa Dominica - Latvia - Quần đảo Bắc Mariana |

### Bỏ cuộc
| - Ai Cập – Heba Abo-Mandour - Guam - Honduras - Liban – Nathaly Maamari - Moldova – Larissa Kovalchuk - Nepal - Panama – Fariba Hawkins | - Paraguay – Tania Ramirez - Bồ Đào Nha - Nam Phi - Tahiti – Mereani Ateni - Đài Loan - Togo - Trinidad và Tobago – Sasha St. Hill |